# RC2
In crittografia l'RC2 è un cifrario a blocchi progettato da Ronald Rivest nel 1987 (la sigla "RC" sta per "Ron's Code" o "Rivest Cipher").

## Storia
Lo sviluppo dell'RC2 fu voluto dalla Lotus Software la quale era alla ricerca di un cifrario da esportato al di fuori degli USA come algoritmo crittografico integrato nel suo Lotus Notes. A causa della ferrea regolamentazione in materia di esportazione della crittografia al di fuori del Paese che vigeva negli USA in quel periodo (e che è durata fino al  1996), Louts dovette presentare il cifrario alla NSA per il suo esame. L'NSA ricevette l'RC2 e suggerì alcune modifiche, tra cui la limitazione della lunghezza della chiave a 40 bit il massimo consentito dalla legge per l'esportazione di primitive crittografiche. Le modifiche furono apportate da Rivest molto velocemente, dato che l'algoritmo supportava già nativamente chiavi di lunghezza variabile, e l'RC2 fu così approvato nel 1989.
Inizialmente i dettagli dell'algoritmo, di proprietà di RSA Security, la società per cui lavorava Rivest, furono tenuti segreti; ma il 29 gennaio 1996 fu pubblicato da un utente anonimo sul forum sci.crypt di Usenet il codice sorgente di un algoritmo crittografico i cui risultati erano identici a quelli ottenuti dall'RC2 originale (una simile scoperta era già stata effettuata nel 1994 quando ad essere pubblicato sullo stesso forum fu il codice sorgente dell'RC4, anch'esso tenuto segreto fino ad allora): non è chiaro se chi pubblicò il codice sorgente ebbe accesso alle specifiche dell'algoritmo oppure lo ottenne mediante ingegneria inversa.

## Struttura
L'RC2 lavora su blocchi dati di 64 bit con una chiave di lunghezza variabile da 8 a 128 bit. La funzione di Feistel opera sui dati con 18 passaggi: 16 sono di un tipo definito MIXING (mescolamento), che consistono di 4 applicazioni di una funzione di trasformazione denominata MIX (mostrata nel diagramma in figura), e 2 di un altro tipo definito MASHING (mescolamento).

## Sicurezza
L'RC2 è vulnerabile ad un attacco correlato alla chiave attuato con 234 testi in chiaro scelti.